# Warenhuis Huls
Warenhuis Huls was een warenhuis in de Hamburgerstraat in Doetinchem. Het warenhuis werd in 1919 gesticht door Johannes Hendrikus Huls, in de volksmond beter bekend als Tata Huls. De winkel begon als een bazaar en groeide in de loop der jaren uit tot een groot warenhuis. Huls heeft ook nog enkele jaren een vestiging gehad in Nijmegen, maar dit werd geen succes. Bij de sluiting wegens faillissement op 1 juni 2007 was het bedrijf het laatste onafhankelijke warenhuis van Nederland.
Huls was een begrip in de regio en maakte het Vroom & Dreesmann lange tijd onmogelijk om met succes een winkel in Doetinchem te openen. Na het faillissement van Huls opende V&D op 15 november 2007 alsnog een warenhuis, in het voormalige pand van Warenhuis Huls. Op 15 februari 2016 werd ook dat warenhuis gesloten.